# Lebrija (vino)
Lebrija está dentro de la Denominación de Origen protegida  Lebrija compuesta por la zona vitícola de Lebrija y El Cuervo de la provincia de Sevilla (Andalucía, España), que se ajusten a los requisitos de su reglamento. Se da la circunstancia que por el momento solo una bodega, Bodegas González Palacios, está dentro de esta denominación. 
Esta denominación, está regida por un Órgano Gestor compuesto por Fëlix Manuel González Vélez como presidente, Mónica Marín ocupando el puesto de secretaría y Jesús González como tesorero.

## Variedades de uva
Con esta mención se amparan vinos blancos, tintos, vinos generosos y vinos generosos de licor, vinos dulces naturales y mistelas elaborados con uvas de las siguientes variedades:
- Variedades de uva blanca: Moscatel de Alejandría, Palomino, Palomino Fino, Sauvignon Blanc y el tradicionalmente conocido como Vidueño (Montuo de Pilas, Mollar Cano, Moscatel Morisco, Perruno).
- Variedades de uva tinta: Cabernet Sauvignon, Syrah, Tempranillo, Merlot y Tintilla de Rota.

## Tipos de vino
En la elaboración de los diferentes tipos de vino protegidos se emplean las variedades tintas y blancas autorizadas en las siguientes proporciones:
- Vinos blancos: elaborados con un mínimo del 60% de las variedades blancas clasificadas como principales. Pueden ser sometidos a procesos de envejecimiento.
- Vinos tintos: elaborados a partir de las variedades tintas citadas. Pueden ser sometidos a procesos de envejecimiento.
- Vinos generosos y vinos generoso de licor: se emplea, como mínimo, un 85 por ciento de uva de la variedad palomino fino, estando compuesto el tanto por ciento restante, exclusivamente, por uvas de las restantes variedades blancas autorizadas.
- Vinos dulces naturales: se emplea, como mínimo, un 85 por cien de uva de la variedad Moscatel, estando compuesto el tanto por ciento restante, exclusivamente, por uvas de las variedades blancas autorizadas. Para su elaboración se utilizan uvas sobre maduras con una graduación mínima de 15% en volumen, para lo cual se puede solear las uvas, o hacer una vendimia tardía. También pueden ser sometidos a procesos de envejecimiento.
- Mistelas: se emplean cualquiera de las variedades de uvas admitidas en la denominación, tanto blancas, como tintas. Para su preparación se utiliza el mosto de uva previamente filtrado, cuyo grado volumétrico natural es como mínimo del 11% del volumen, al cual se le añade alcohol vínico, para parar parcial o totalmente la fermentación, y obtener un grado de alcohol entre los 15% y 18% en volumen. Pueden ser sometidos a procesos de envejecimiento.

## Características de los vinos
- Blanco: vino joven, muy pálido, de aroma afrutado con una graduación volumétrica natural mínima de 10 °C, y el grado alcohólico por destilación por cien en volumen es de 10,5 °C mínimo y 12,5 °C máximo.
- Tintos jóvenes: son de intenso aroma afrutado. De color muy vivo e intenso, equilibrados y frescos en boca.
- Tinto joven roble: en roble 3-5 meses de color rubí brillante con ribetes oscuros y violáceos de aroma intenso y complejo a fruta madura con recuerdos a vainilla y café, además de un toque floral.
- Tintos con envejecimiento: crianza, reserva y gran reserva: de color rojo cereza intensos y carnosos. Aromas de frutos maduros. En boca muy persistentes, con gran cuerpo y vigor. Con final aterciopelado y retrogusto muy largo y sabroso.
- Flor de Lebrija: vino generoso de color amarillo pajizo pálido, con reflejos verdosos en ocasiones, de aroma almendrado característico, punzante y delicado, ligero al paladar, seco y cuyas especiales características son resultado de su proceso particular de crianza exclusivamente bajo velo de flor, con un grado alcohólico volumétrico adquirido entre 15% y 18% en volumen.
- Lebrija old vino seco: de color ámbar a caoba, de aroma muy acusado, que recuerda a la nuez, de mucho cuerpo, con un grado alcohólico volumétrico adquirido entre 17% y 22% en volumen. Su crianza comprende una fase inicial bajo velo de flor, continuada de una crianza oxidativa.
- Lebrija old dulce: vino de cuerpo, de color ámbar a caoba oscuro, de aroma punzante y atenuado con un grado alcohólico adquirido no inferior a 15,5% vol.
- Vino dulce natural: obtenido de mostos con una riqueza inicial en azúcar de 212 g/l como mínimo, y procedente de uva muy madura o soleada, que se somete a fermentación alcohólica parcial o total. Son vinos de mucho cuerpo y textura aterciopelada; de color caoba más o menos oscuro e intensos aromas de pacificación. Cuando la variedad de la uva empleada es Moscatel, el vino resultante se denomina Moscatel. Con un grado alcohólico por destilación por cien en volumen de 14,5 mínimo y 15,50 máximo.